# Infantaria ligeira

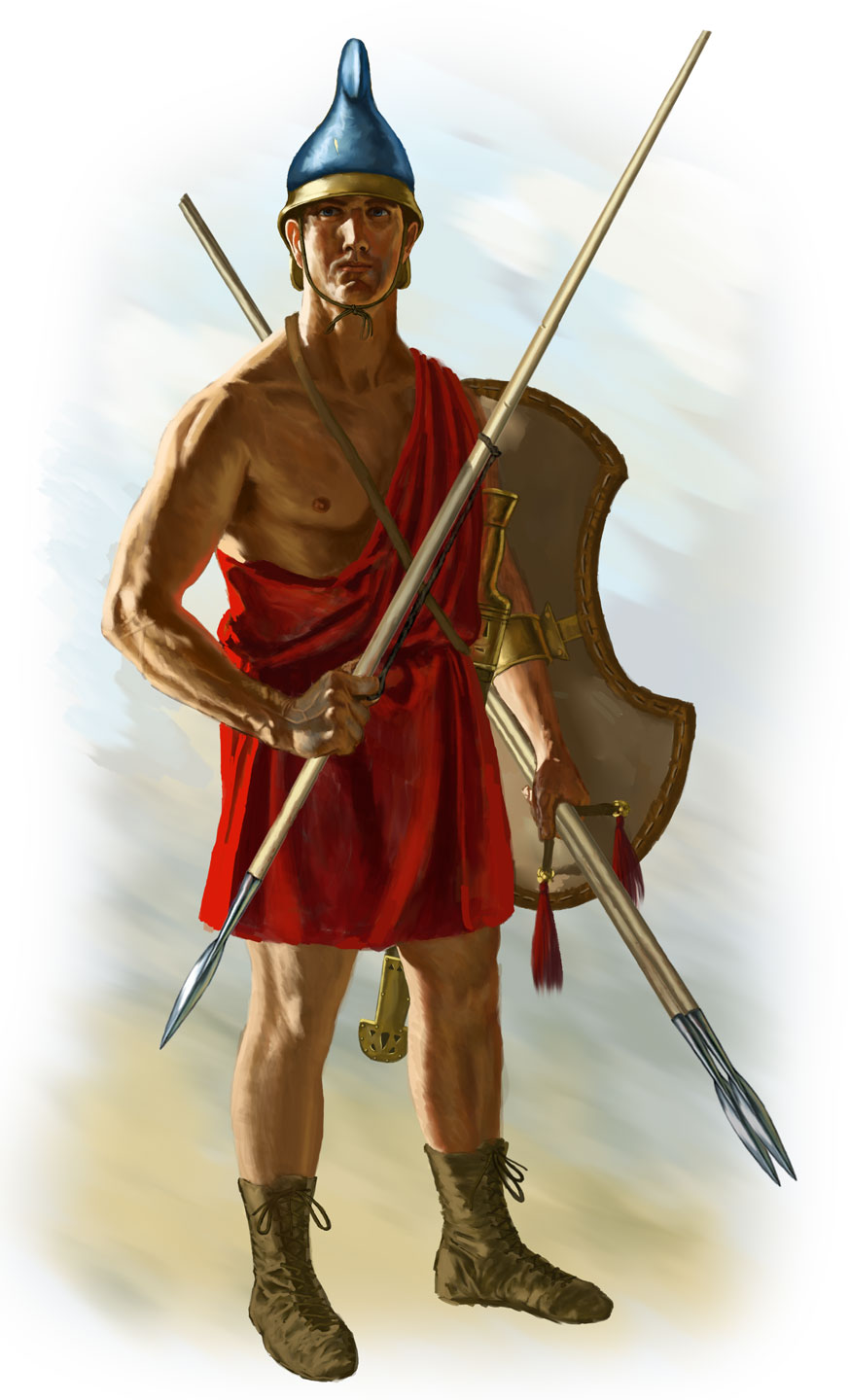
Peltasta agriano
c. Século 4 a.C.

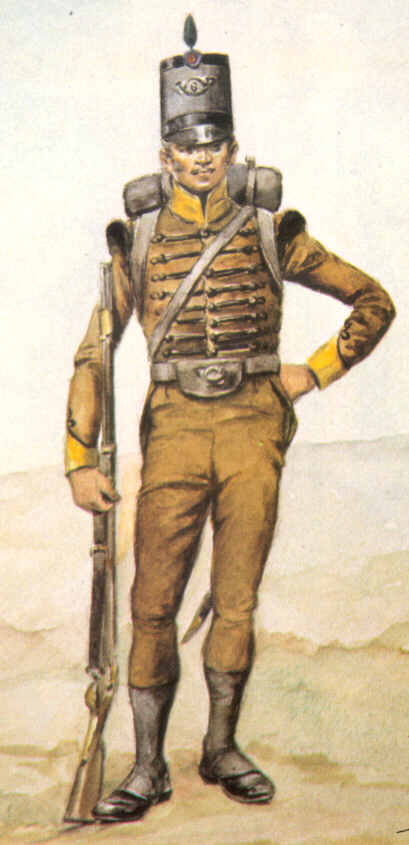
Caçador português
c. 1811.

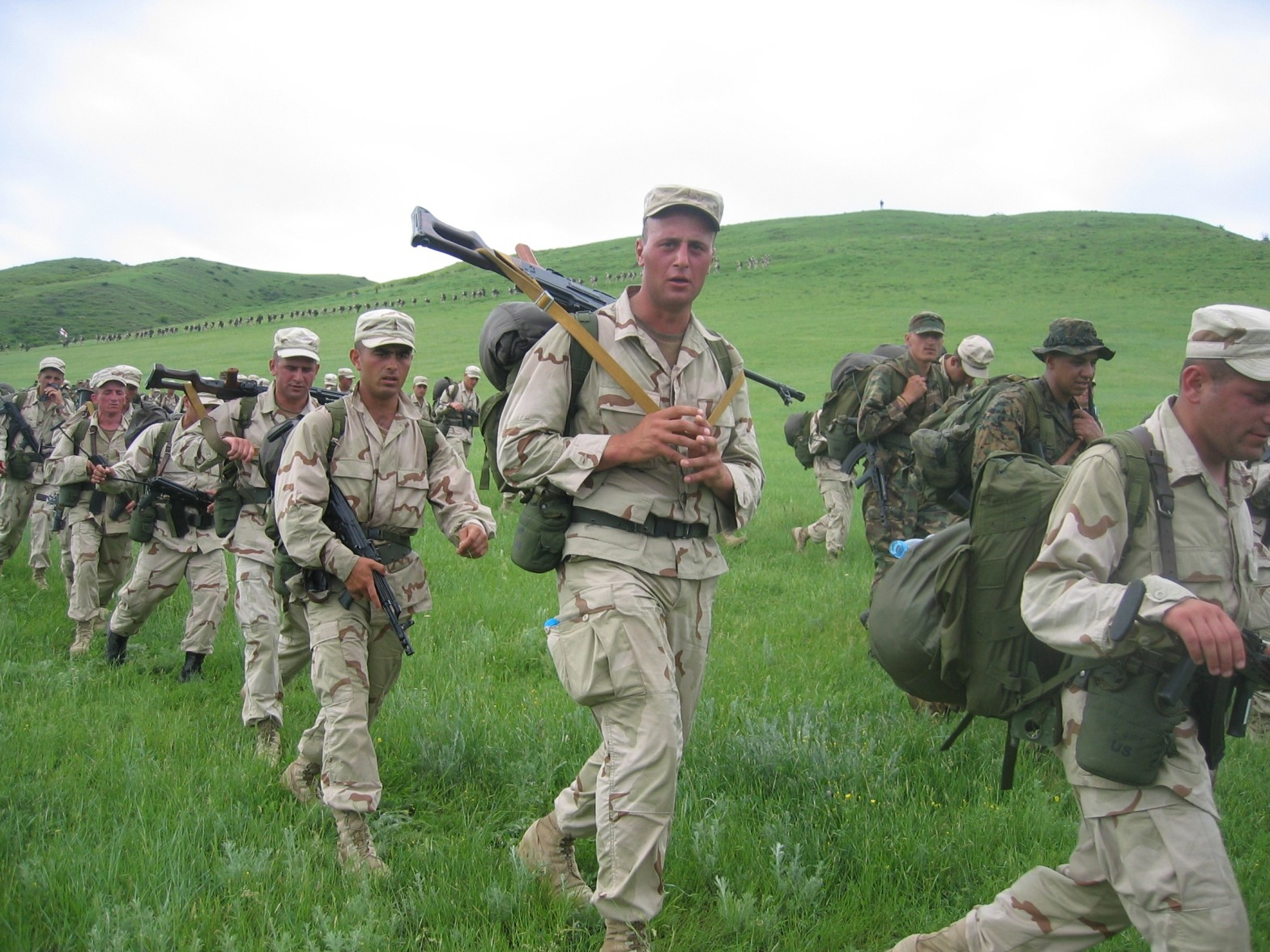
Grupo de infantaria ligeira moderna.

A infantaria ligeira ou infantaria leve é um tipo especializado de infantaria, para incursão rápida e em profundidade dentro de um território inimigo. Os soldados são equipados com equipamentos mais leves, para permitir que manobras sejam realizadas com velocidade.
Os nomes pelos quais se conhece este tipo de infantaria são geralmente do tipo rangers ou riflemen para exércitos anglo-saxões, caçadores nos exércitos Português e Brasileiro, cazadores nos exércitos hispanoamericanos, chasseurs nos exércitos Francês e Belga e Jägers nos exércitos Alemão e Austríaco.

## História da infantaria ligeira

### Antiguidade
O conceito de infantaria ligeira já estava presente nas civilizações da Antiguidade Clássica. Tropas como os peltastas gregos ou os vélites romanos encaixam na perfeição na denominação de infantaria ligeira, não tanto pela ligeireza do seu equipamento (que se foi tornando cada vez mais pesado ao longo do tempo no caso dos peltastas), mas pela sua forma de combater e pelas suas missões.

### Idade Moderna
Os exércitos costumavam recorrer às tropas irregulares para as tarefas de infantaria ligeira. Mais tarde, no século XVII, os dragões assumiram o papel de infantaria ligeira. Nos séculos XVIII e XIX, a maioria dos batalhões de infantaria contava com uma companhia ligeira. Era composta por soldados geralmente mais pequenos e ágeis e com iniciativa — já que costumavam ter que combater em pequenos grupos. Também costumavam ser escolhidos pela sua pontaria para actuar como atiradores. A algumas destas unidades eram proporcionados fuzis em vez de mosquetes e vestiam uniformes verdes. Eram os chamados regimentos de fuzileiros no exército britânico, ou Jägers nas tropas alemãs. Na França napoleónica recebiam o nome de «voltigeurs». Exércitos como o britânico ou o francês usavam regimentos inteiros de infantaria ligeira, por vezes considerados unidades de elite devido à maior disciplina e treino requeridos. À medida que avançava o século XIX, as diferenças entre infantaria ligeira e infantaria pesada foram-se atenuando.